# Broqueta moruna
La broqueta moruna o pincho moruno (en castellà) és un plat fet amb trossos de carn marinada en oli d'oliva i espècies, clavats en una broqueta o bastonets prim de fusta i llavors cuit sobre el foc o en una graella.